# Liste des chefs du gouvernement irlandais depuis 1919
Cette liste présente les chefs du gouvernement irlandais depuis 1919.

## Irlande
Le chef du gouvernement, ou premier ministre, de l'Irlande est connu sous le nom de Taoiseach et dirige un cabinet appelé le gouvernement. Cependant, depuis 1919, les chefs de gouvernement de l'État irlandais portent un certain nombre de titres. Sous la courte République irlandaise de 1919–1922, le chef du gouvernement est d'abord connu comme le président du Dáil Éireann et plus tard comme le président de la République. Sous l'État libre d'Irlande de 1922-1937, le chef du gouvernement est le président du Conseil exécutif. Il existe aussi brièvement, juste avant la création de l'État libre d'Irlande, un poste intérimaire de président du gouvernement provisoire. Pendant une brève période en 1921, les fonctions de président de la République et de président du gouvernement provisoire existent simultanément.

### Poste
| Chef                                                             | Adjoint        | Cabinet                 | État                  | Constitution                           | Date                                                             |
| ---------------------------------------------------------------- | -------------- | ----------------------- | --------------------- | -------------------------------------- | ---------------------------------------------------------------- |
| Président du Dáil Éireann/ Président de la république irlandaise | N/A            | Ministère               | République irlandaise | Dáil Constitution                      | 21 janvier 1919 – 6 décembre 1922 26 août 1921 – 6 décembre 1922 |
| Président du gouvernement provisoire                             | N/A            | Gouvernement provisoire | Irlande du Sud        | Irish Free State (Agreement) Act 1922  | 3 mai 1921 – 6 décembre 1922                                     |
| Président du Conseil exécutif                                    | Vice-Président | Conseil exécutif        | État libre d'Irlande  | Constitution de l'État Libre d'Irlande | 6 décembre 1922 – 29 décembre 1937                               |
| Taoiseach                                                        | Tánaiste       | Gouvernement            | Irlande               | Constitution de l'Irlande              | 29 décembre 1937 – présent                                       |

## Liste
| No. | No.  | Nom                             | Photo | Mandat           | Mandat           | Parti                  | Circonscription                                           | Gouvernement |
| --- | ---- | ------------------------------- | ----- | ---------------- | ---------------- | ---------------------- | --------------------------------------------------------- | --- |
|     | 1.   | Cathal Brugha (1874–1922)       |       | 21 janvier 1919  | 1er avril 1919   | Sinn Féin              | Waterford                                                 | 1er cabinet |
|     | 2.   | Éamon de Valera (1882–1975)     |       | 1er avril 1919   | 9 janvier 1922   | Sinn Féin              | Clare                                                     | 2e cabinet (1919–1921) 3e cabinet (1921–1922) |
|     | 3.   | Arthur Griffith (1872–1922)     |       | 10 janvier 1922  | 12 août 1922     | Sinn Féin (Pro-traité) | Cavan                                                     | 4e cabinet |
|     | 4.   | Michael Collins (1890–1922)     |       | 16 janvier 1922  | 22 août 1922     | Sinn Féin (Pro-traité) | Cork Mid, North, South, South East and West               | 1er gouvernement provisoire |
|     | 5.   | William T. Cosgrave (1880–1965) |       | 22 aout 1922     | 9 mars 1932      | Cumann na nGaedheal    | Carlow–Kilkenny (1922–1927) Cork Borough (1927–1932)      | 1er gouvernement provisoire (1922) 2e gouvernement provisoire (1922) 1er conseil exécutif (1922–1923) 2e conseil exécutif (1923–1927) 3e Conseil exécutif (1927) 4e Conseil exécutif (1927–1930) 5e Conseil exécutif (1930–1932) |
|     | (2)  | Éamon de Valera (1882–1975)     |       | 9 mars 1932      | 18 février 1948  | Fianna Fáil            | Clare                                                     | 6e Conseil exécutif (1932–1933) 7e Conseil exécutif (1933–1937) 8e Conseil exécutif (1937) 1er Gouvernement (1937–1938) 2e Gouvernement (1938–1943) 3e Gouvernement (1943–1944) 4e Gouvernement (1944–1948)                      |
|     | 6.   | John A. Costello (1891–1976)    |       | 18 février 1948  | 13 juin 1951     | Fine Gael              | Dublin South-East                                         | 5th Government |
|     | (2)  | Éamon de Valera (1882–1975)     |       | 13 juin 1951     | 2 juin 1954      | Fianna Fáil            | Clare                                                     | 6th Government |
|     | (6)  | John A. Costello (1891–1976)    |       | 2 juin 1954      | 20 mars 1957     | Fine Gael              | Dublin South-East                                         | 7th Government |
|     | (2)  | Éamon de Valera (1882–1975)     |       | 20 mars 1957     | 23 juin 1959     | Fianna Fáil            | Clare                                                     | 8th Government |
|     | 7.   | Seán Lemass (1899–1971)         |       | 23 juin 1959     | 10 novembre 1966 | Fianna Fáil            | Dublin South-Central                                      | 9th Government (1959–1961) 10th Government (1961–1965) 11th Government (1965–1966) |
|     | 8.   | Jack Lynch (1917–1999)          |       | 10 novembre 1966 | 14 mars 1973     | Fianna Fáil            | Cork Borough (1966–1969) Cork City North-West (1969–1973) | 12th Government (1966–1969) 13th Government (1969–1973) |
|     | 9.   | Liam Cosgrave (1920–2017)       |       | 14 mars 1973     | 5 juillet 1977   | Fine Gael              | Dún Laoghaire and Rathdown                                | 14th Government |
|     | (8)  | Jack Lynch (1917–1999)          |       | 5 juillet 1977   | 11 décembre 1979 | Fianna Fáil            | Cork City                                                 | 15th Government |
|     | 10.  | Charles Haughey (1925–2006)     |       | 11 décembre 1979 | 30 juin 1981     | Fianna Fáil            | Dublin Artane                                             | 16th Government |
|     | 11.  | Garret FitzGerald (1926–2011)   |       | 30 juin 1981     | 9 mars 1982      | Fine Gael              | Dublin South-East                                         | 17th Government |
|     | (10) | Charles Haughey (1925–2006)     |       | 9 mars 1982      | 14 décembre 1982 | Fianna Fáil            | Dublin North-Central                                      | 18th Government |
|     | (11) | Garret FitzGerald (1926–2011)   |       | 14 décembre 1982 | 10 mars 1987     | Fine Gael              | Dublin South-East                                         | 19th Government |
|     | (10) | Charles Haughey (1925–2006)     |       | 10 mars 1987     | 11 février 1992  | Fianna Fáil            | Dublin North-Central                                      | 20th Government (1987–1989) 21st Government (1989–1992) |
|     | 12.  | Albert Reynolds (1932–2014)     |       | 11 février 1992  | 15 décembre 1994 | Fianna Fáil            | Longford–Roscommon                                        | 22nd Government (1992–1993) 23rd Government (1993–1994) |
|     | 13.  | John Bruton (né en 1947)        |       | 15 décembre 1994 | 26 juin 1997     | Fine Gael              | Meath                                                     | 24th Government (1994–1997) |
|     | 14.  | Bertie Ahern (né en 1951)       |       | 26 juin 1997     | 7 mai 2008       | Fianna Fáil            | Dublin Central                                            | 25th Government (1997–2002) 26th Government (2002–2007) 27th Government (2007–2008) |
|     | 15.  | Brian Cowen (né en 1960)        |       | 7 mai 2008       | 9 mars 2011      | Fianna Fáil            | Laois–Offaly                                              | 28th Government |
|     | 16.  | Enda Kenny (né en 1951)         |       | 9 mars 2011      | 14 juin 2017     | Fine Gael              | Mayo                                                      | 29th Government (2011–2016) 30th Government (2016–2017) |
|     | 17.  | Leo Varadkar (né en 1979)       |       | 14 juin 2017     | 27 juin 2020     | Fine Gael              | Dublin West                                               | 31e gouvernement |
|     | 18.  | Micheál Martin (né en 1960)     |       | 27 juin 2020     | 17 décembre 2022 | Fianna Fáil            | Cork South-Central                                        | 32e gouvernement |
|     | (17) | Leo Varadkar (né en 1979)       |       | 17 décembre 2022 | 9 avril 2024     | Fine Gael              | Dublin West                                               | 33e gouvernement |
|     | 19.  | Simon Harris (né en 1986)       |       | 9 avril 2024     | en cours         | Fine Gael              | Wicklow                                                   | 34e gouvernement |